# كأس ملك إسبانيا 1983–84
كأس ملك إسبانيا 1983–84 (بالإسبانية: Copa del Rey de fútbol 1983-84)‏ هو الموسم 80 من كأس ملك إسبانيا. أشرف على تنظيمه الاتحاد الملكي الإسباني لكرة القدم، وكان عدد الأندية المشاركة فيه 136، وفاز فيه أتلتيك بيلباو.